# Amoroso
Amoroso es el octavo álbum de estudio del cantante y guitarrista João Gilberto, grabado en 1976 y lanzado en 1977 bajo el sello Warner Bros. Records.
Producido por Helen Keane y Tommy LiPuma, fue arreglado y conducido por Claus Ogerman, quien utilizó un arreglo orquestal y lo combinó con el sonido brasileño de la bossa nova.
Amoroso fue bien recibido por la crítica y es considerado entre los mejores álbumes de Gilberto, y en 2007 fue escogido por la revista Rolling Stone Brasil entre los 100 mejores álbumes de música brasileña. Además, recibió dos nominaciones a los Grammy en 1978: Mejor interpretación de jazz (Gilberto) y Mejor arreglo con acompañamiento vocal (Ogerman por "Bésame mucho").

## Antecedentes y desarrollo
Luego de los aclamados álbumes João Gilberto (1973) y The Best of Two Worlds (1976), este último con Stan Getz, con quien grabó en 1964 el exitoso Getz/Gilberto, João regresa a los estudios luego de varios conciertos en el Keystone Korner en San Francisco, California.
Acompañado de Helen Keane y Tommy LiPuma en la producción, el compositor Claus Ogerman realizó los arreglos de las ocho pistas seleccionadas por Gilberto, acompañado de una extensa orquesta con especial énfasis en los instrumentos de cuerda.

## Contenido
Amoroso se compone de siete versiones, tres del lado A son estándares de jazz y canciones populares, mientras que las otras cuatro del lado B son originales de Antônio Carlos Jobim.
El álbum inicia con "'S Wonderful", canción popular de 1927 con música de George Gershwin y letra de Ira Gershwin. Fue interpretada por primera vez en el musical de Broadway Funny Face del mismo año, por Adele Astaire y Allen Kearns. Es una de las pocas veces que Gilberto cantó en inglés. Esta versión fue incluida en la telenovela Espelho mágico (1977) de la Rede Globo.
"Estate" es un estándar de jazz escrita por Bruno Martino y Bruno Brighetti en 1960, e interpretada por Martino y versionada por artistas del calibre de Milva, Chet Baker, Plácido Domingo, entre otros. La grabación de la canción fue en su versión original en italiano.
"Tin Tin Por Tin Tin" es la única canción original del álbum, escrita por Heraldo Barbosa. En algunas versiones, Bruno Brighetti es acreditado como coautor, mientras que en otras, acredita a Geraldo Jacques.
"Bésame mucho" es un bolero compuesto en 1940 por la destacada pianista mexicana Consuelo Velázquez. En 1956 fue lanzada una de las versiones más famosas en manos del trío Los Panchos con la vocalista Gigliola Cinquetti. Es la pista más extensa del álbum, con casi 9 minutos de duración.
"Wave" es una canción de bossa nova con letra y música de Antônio Carlos Jobim, y grabada como instrumental en su álbum homónimo de 1967. Tanto el álbum como la canción recibieron una amplia aclamación de la crítica, y fueron agregados a las listas de Mejores canciones brasileñas y Mejores álbumes brasileños de todos los tiempos respectivamente por la revista Rolling Stone Brasil.
"Caminhos cruzados", compuesta por Jobim y escrita por Newton Mendonça, fue grabada en 1958 por Maysa en su álbum Convite para ouvir Maysa n°2 y Sylvia Telles en su álbum Sylvia. La canción adquiriría mayor popularidad los años siguientes, siendo versionada por Maria Creuza, Nara Leão, Gal Costa y Eliane Elias, entre otras.
"Triste" es la segunda composición de Jobim que pertenece al álbum Wave, aunque la versión grabada con Elis Regina en 1974 para el disco Elis & Tom es una de las más conocidas y aclamadas por la crítica, siendo el álbum considerado entre los mejores de la música brasileña de todos los tiempos.
"Zingaro" es la canción que cierra el lado B, y fue escrita por Jobim en 1965 como una pieza instrumental. Lanzó su primera versión en 1967 para su álbum A Certain Mr. Jobim. Chico Buarque le agregó letras al año siguiente y la retituló "Retrato em branco e preto" en su disco Chico Buarque de Hollanda (Vol. 3). En esta ocasión, Gilberto mantuvo el título original de Jobim y las letras de Buarque.

## Carátula
La pintura de la carátula es obra del actor, bailarín, músico y artista trinitense-estadounidense Geoffrey Holder. La dirección de arte estuvo a cargo de Ed Thrasher y el diseño en manos de Richard Seireeni y Rod Dyer.

## Recepción crítica
Scott Yanow de Allmusic escribió: «la primera sesión es bastante definitiva con Gilberto interpretando cuatro de las composiciones de Antônio Carlos Jobim (incluyendo "Wave" y "Triste") y otras cuatro canciones (destacándose "Bésame mucho", "Estate" y una extraña versión de 31 compases de "'S Wonderful"). Gilberto demuestra estar en excelente forma.» Evaluó al álbum (en su versión en CD lanzada junto a Brasil) con el máximo de 5 estrellas, y citó como pista destacada (track pick) a "Bésame mucho".
En el obituario de Gilberto publicado por Los Angeles Times el 7 de julio de 2019, mencionó: «su álbum de 1977 Amoroso también presentó su cuota de arreglos exagerados, pero la versión sublimemente orquestada de ocho minutos "Bésame mucho", Gilberto comunica el deseo con una exuberancia lubricada. "Triste", del mismo álbum, es una de las mejores grabaciones de su historia.»
El portal de música Connect Brazil comentó: «este álbum se encuentra entre las mejores grabaciones de la carrera de João Gilberto y su éxito artístico se remonta a una trinidad tonal única. Cada canción lleva una elegancia natural, desde "'S Wonderful" de George Gershwin, hasta "Estate" de Martino y Brighetti. Se seleccionaron cuatro de las mejores de Antônio Carlos Jobim, incluidos "Wave" y "Caminhos cruzados". Los arreglos de cuerda de Claus Ogerman en Amoroso complementan estas canciones con engañosa simplicidad. Nunca se amontonan en la narración de historias de Gilberto, ni sopesan la esencia de sus promesas susurradas. Una bossa nova adulta. Eso es Amoroso de João Gilberto.» Como pista destacada, seleccionó a "Tin Tin Por Tin Tin".

## Legado
Gilberto continuó grabando bossa nova, pero cada vez con menor frecuencia. En 1981 publicó el aclamado álbum Brasil, en compañía de Caetano Veloso, Gilberto Gil y Maria Bethânia. En esta ocasión, combina la bossa nova con la música popular brasileña (MPB), versionando sambas clásicas y populares de Ary Barroso y Dorival Caymmi, entre otros.
El 14 de septiembre de 1993 fue lanzada una versión en CD de ambos álbumes, titulada Amoroso/Brasil.
Finalmente, grabaría dos álbumes de estudio más: João en 1991 y João voz e violão en 2000, el cual sería el último.
Otros trabajos del artista fueron álbumes en vivo, destacándose João Gilberto Live at Umbria Jazz (2002), João Gilberto in Tokyo (2004) y Getz/Gilberto '76, grabado en 1976, pero lanzado en 2016.
A pesar de que Amoroso fue grabado en una etapa menos productiva del artista, los críticos coinciden en que fue bastante creativa. Eddin Khoo de la revista malasia Options escribió en 2019: «durante todo este tiempo, Gilberto siguió siendo una figura introvertida y profundamente solitaria, considerada un poco excéntrica por su profundo amor por los gatos. A pesar de todo lo que Getz/Gilberto fue, sus últimos álbumes en solitario, Amoroso, João Gilberto y João, en particular, forjaron la impresión más profunda e intensa, marcada por el aventurerismo y el perfeccionismo que hicieron de Gilberto la figura admirada e intrigante que era.»
En el obituario del New York Times en julio del 2019 se señaló: «en los años fuera de Brasil, Gilberto amplió su repertorio para dar cabida a algunos de los grandes compositores brasileños que lo sucedieron, así como a sambas e incluso boleros anteriores a la bossa nova. Su mejor trabajo incluyó el mínimo y paralizante João Gilberto (a menudo denominado "álbum blanco") en 1973 y Amoroso, empapado de cuerdas en 1977.»
Rolling Stone Brasil realizó una lista con las ocho canciones más importantes y relevantes del músico, y mencionó a "Wave" en el octavo puesto.
La misma revista en el año 2007 seleccionó a Amoroso en el puesto n°56 de la lista "Los 100 mejores discos de música brasileña" (Os 100 melhores discos de músicos brasileira). Es uno de los cuatro discos de Gilberto en la lista, detrás de Chega de Saudade y João Gilberto (n°4 y n°47 respectivamente) y por sobre Getz/Gilberto (n°70).

## Lista de canciones

### Versión LP
- Lado A

| N.º | Título                | Escritor(es)                      | Duración |  |
| 1.  | «'S Wonderful»        | George Gershwin · Ira Gershwin    | 4:07     |  |
| 2.  | «Estate»              | Bruno Martino · Bruno Brighetti   | 6:30     |  |
| 3.  | «Tin Tin Por Tin Tin» | Heraldo Barbosa · Geraldo Jacques | 3:37     |  |
| 4.  | «Bésame mucho»        | Consuelo Velázquez                | 8:43     |  |

- Lado B

| N.º | Título              | Escritor(es)            | Duración |  |
| 5.  | «Wave»              | Antônio Carlos Jobim    | 4:35     |  |
| 6.  | «Caminhos cruzados» | Jobim · Newton Mendonça | 6:12     |  |
| 7.  | «Triste»            | Jobim                   | 3:35     |  |
| 8.  | «Zingaro»           | Jobim · Chico Buarque   | 6:23     |  |

### Versión CD:Amoroso/Brasil
| Brasil |                            |                                         |          |  |
| N.º    | Título                     | Escritor(es)                            | Duración |  |
| 1.     | «'S Wonderful»             | George Gershwin · Ira Gershwin          | 4:10     |  |
| 2.     | «Estate»                   | Bruno Martino · Bruno Brighetti         | 6:27     |  |
| 3.     | «Tin Tin Por Tin Tin»      | Heraldo Barbosa · Geraldo Jacques       | 3:40     |  |
| 4.     | «Bésame mucho»             | Consuelo Velázquez                      | 8:46     |  |
| 5.     | «Wave»                     | Antônio Carlos Jobim                    | 4:41     |  |
| 6.     | «Caminhos cruzados»        | Jobim · Newton Mendonça                 | 6:14     |  |
| 7.     | «Triste»                   | Jobim                                   | 4:19     |  |
| 8.     | «Zíngaro»                  | Jobim · Chico Buarque                   | 6:22     |  |
| 9.     | «Aquarela do Brasil»       | Ary Barroso                             | 6:34     |  |
| 10.    | «Disse alguém (All of Me)» | Barbosa · Gerald Marks · Seymour Simons | 5:18     |  |
| 11.    | «Bahia com H»              | Augusto Duarte Ribeiro                  | 5:13     |  |
| 12.    | «No Tabuleiro da Baiana»   | Barroso                                 | 4:50     |  |
| 13.    | «Milagre»                  | Dorival Caymmi                          | 4:57     |  |
| 14.    | «Cordeiro de Nanã»         | Dadinho · Mateus                        | 1:20     |  |

## Personal

### Producción
- Producido por Helen Keane y Tommy LiPuma para Warner Bros. Records.
- Arreglos y conducción: Claus Ogerman
- Concertino: Israel Baker
- Ingeniería (Nueva York): Eric Bowman
- Ingeniería (Hollywood): Don Henderson
- Ingeniería (grabación) y mezcla de audio: Al Schmitt
- Asistente de producción: Noel Newbolt
- Masterización digital: Lee Herschberg
- Pintura (carátula): Geoffrey Holder
- Fotografía: Hirosuke Doi
- Dirección de arte: Ed Thrasher
- Diseño: Richard Seireeni y Rod Dyer
- Grabado en Rosebud Studios, Nueva York, 17 a 19 de noviembre de 1976 y en Capitol Records, Hollywood, 3-4 y 7 de enero de 1977.

### Músicos
Amoroso
- João Gilberto: voz y guitarra
- Grady Tate - batería
- Joe Correro - batería
- Jim Hughart - contrabajo
- Ralph Grierson - teclados

Amoroso/Brasil
- João Gilberto: voz y guitarra
- Grady Tate - batería
- Joe Correro - batería
- Jim Hughart - contrabajo
- Ralph Grierson - teclados
- Bud Shank - flauta
- Eddie Cainf - flauta
- Glen Garrett - flauta
- Harry Klu - flauta
- Stella Castellucci - arpa
- Clare Fisher - teclados
- Paulinho da Costa - percusión
- Michael Boddicker - sintetizador
- Milcho Leviev - sintetizador
- David Schwartz - viola
- Helaine Wittenberg - viola
- Marilyn Baker - viola
- Bonnie Douglas - violín
- Gerald Vinci - violín
- Harry Bluestone - violín
- Isabelle Daskoff - violín
- Israel Baker - violín
- Jerry Reisler - violín
- John Wittenberg - violín
- Joe Goodman - violín
- Nathan Ross - violín
- Paul Shure - violín
- Bobby Dubow - violín
- Bob Lipsett - violín
- Anne Goodman - violonchelo
- Roger Lebon - violonchelo

## Premios y nominaciones
| Año  | Premio | Categoría                              | Receptor                         | Resultado |
| ---- | ------ | -------------------------------------- | -------------------------------- | --------- |
| 1978 | Grammy | Mejor interpretación de jazz           | João Gilberto                    | Nominado  |
| 1978 | Grammy | Mejor arreglo con acompañamiento vocal | Claus Ogerman por "Bésame mucho" | Nominado  |